# Groupe Mertens
Le Groupe Mertens est  un groupe informel du Conseil de l'Union européenne. Il prépare le travail du COREPER, dans sa formation dite « COREPER I » (au niveau des représentants permanents adjoints), compétente pour les questions techniques. 
Le Groupe Mertens rassemble un haut fonctionnaire issu de chacune des représentations permanentes des États membres auprès de l'UE, ainsi qu'un haut fonctionnaire du Secrétariat du Conseil et un membre du service juridique du Conseil. 
Il est donc équivalent à ce qu'est le Groupe Antici pour le COREPER II. 
Le groupe Mertens prépare en particulier l'agenda du COREPER I et aide à se faire une première idée des positions que les différentes délégations des États membres exprimeront lors de la réunion du Coreper.
Il a été créé au second semestre 1993, sous présidence belge du Conseil, et à l'initiative d'un délégué belge qui lui a laissé son nom, Vincent Mertens de Wilmars, ambassadeur de Belgique en France entre 2015 et 2018. 